# Teasc
Teasc est une commune roumaine située dans le județ de Dolj.